# オンタリオ州

オンタリオ州
英: Ontario
仏: Ontario

| オンタリオ州の旗 | オンタリオ州の州章 |
| ---------------- | ------------------ |
| （州旗）         | （州章）           |

モットー: "Ut Incepit Fidelis Sic Permanet"
（Loyal she began, loyal she remains）

| 基本データ                                 | |
| 州花                                       | トリリウム・グランディフロルム （Trillium grandiflorum）                                                                              |
| 州木                                       | ストローブマツ （英: Eastern White Pine）                                                                                             |
| 州鳥                                       | ハシグロアビ (英:Great Northern Loon)                                                                                                 |
| 州都                                       | トロント |
| 最大の都市                                 | トロント |
| 州の公用語                                 | 英語[1]（仏語にも一定の法的地位が与えられているが州の公用語ではない）                                                                 |
| 面積 - 総計 - 陸地 - 水域（割合） 最高標高 | （国内第4位） 1,076,395[2] km² 917,741 km² 158,654 km² (14.7%) 693 m                                                                  |
| 人口（[[2021 [3]年]]） - 総計 - 人口密度   | （国内第1位） 14,223,942 人 13.2 人/km²                                                                                               |
| GDP（2022年） - 州合計 - 1人当たり         | （国内第1位） 1兆0446億7000万[4]カナダドル 69,288カナダドル                                                                           |
| 連邦政府加入 - 順番 - 加入年月日           | 1番目 1867年7月1日 |
| 時間帯                                     | 【西経90度以東】 東部標準時（EST、UTC-5） 東部夏時間（EDT、UTC-4） 【西経90度以西】 中部標準時（CST、UTC-6） 中部夏時間（CDT、UTC-5） |
| 郵便コード 郵便番号 ISO 3166-2:CA          | ON K L M N P CA-ON |
| 公式サイト                                 | www.ontario.ca |
| 行政                                       | |
| 副総督                                     | エディス・デュモン（英語版） |
| 州首相                                     | ダグ・フォード（英語版） |
| カナダ議会 -下院議席数 -上院議席数         | 121 24 |

オンタリオ州（オンタリオしゅう、英: Ontario 英語発音: [ɒnˈtɛərioʊ] ( 音声ファイル)、仏: Ontario）は、カナダの州の1つ。
カナダの州の中では最も人口が多く、国全体の約39%がこの州に集まっており、カナダの政治・経済の中心となっている。カナダ中東部及び最南端に位置し、州都はカナダ最大の都市トロント。連邦政府の首都オタワはイギリス系の当州とフランス系のケベック州との境界に位置するが、アメリカ合衆国の首都ワシントンD.C.などのような中央政府直轄地ではなく、あくまでオンタリオ州に属する一都市という位置づけにある。
| 母語話者（オンタリオ州） 2011 | 母語話者（オンタリオ州） 2011 | 母語話者（オンタリオ州） 2011 | 母語話者（オンタリオ州） 2011 | 母語話者（オンタリオ州） 2011 |
| ----------------------------- | ----------------------------- | ----------------------------- | ----------------------------- | ----------------------------- |
|                               |                               |                               |                               |                               |
| 英語                          | 英語                          |                               | 70.4%                         | 70.4%                         |
| フランス語                    | フランス語                    |                               | 4.4%                          | 4.4%                          |
| 中国語                        | 中国語                        |                               | 3.1%                          | 3.1%                          |
| イタリア語                    | イタリア語                    |                               | 2.1%                          | 2.1%                          |

| 人種構成（オンタリオ州） 2011 | 人種構成（オンタリオ州） 2011 | 人種構成（オンタリオ州） 2011 | 人種構成（オンタリオ州） 2011 | 人種構成（オンタリオ州） 2011 |
| ----------------------------- | ----------------------------- | ----------------------------- | ----------------------------- | ----------------------------- |
|                               |                               |                               |                               |                               |
| 白人                          | 白人                          |                               | 71.7%                         | 71.7%                         |
| 南アジア系                    | 南アジア系                    |                               | 7.6%                          | 7.6%                          |
| 中国系                        | 中国系                        |                               | 5.0%                          | 5.0%                          |
| 黒人                          | 黒人                          |                               | 4.3%                          | 4.3%                          |
| 先住民                        | 先住民                        |                               | 2.4%                          | 2.4%                          |
| フィリピン系                  | フィリピン系                  |                               | 2.2%                          | 2.2%                          |
| その他の有色人種              | その他の有色人種              |                               | 6.8%                          | 6.8%                          |

## 歴史

### 連邦に加盟するまで
ヨーロッパからの移民がやってくるまでは、この地域はアルゴンキン族、オジブワ族、クリー族（Cree）含む）、およびイロコワ族（ヒューロン族（Huron）含む）が住んでいた。17世紀初頭よりヨーロッパの探検家がやって来て、イギリス人はハドソン湾岸、フランス人は主に五大湖周辺に植民を開始した。
1763年に締結した七年戦争の講和条約「パリ条約」により、北米のフランス領土（ヌーベル・フランス）はほとんどすべてイギリスに譲渡することになった。1774年にはオンタリオも英領ケベックとして併合。その後1783年から1796年の間、アメリカ独立戦争を受けて、イギリスは本国政府に従順で、独立13州を離れオンタリオ地区へ流入する市民を援助した。この期間にオタワ川以西の地域の人口が増加。
1791年に旧ケベックがオタワ川を挟んで東側の「ローワー・カナダ」（Lower Canada、現在のケベック州）と西側「アッパーカナダ」（Upper Canada、現在のオンタリオ州）の2地域に分割統治されることになった。
1812年、米軍が侵入したがイギリス軍と先住民族の共同軍で防戦。但し1813年のヨークの戦いでヨーク（現在のトロント）を一時占領され焦土となった。戦後、本国からの移民が増え、政争・蜂起が起こり、カナダ全土（当時のアッパーカナダとローワーカナダ）に広がった。
その後、蜂起が収まり、本国政府はケベックに自治権を与える条件でカナダ地域を再度統合し、オンタリオでも1848年に議会制自治政治が開始された。以後アメリカ南北戦争などでの更なるアメリカからの侵略に備え、北米における英領植民地の広範囲の統合するため、1867年7月1日に英領北アメリカ法が制定され、「カナダ自治領」（Dominion of Canada）が成立。カナダ自治領は4つの州- オンタリオ、ケベック、ノバスコシア、ニューブランズウィック -で構成された。そのときトロントが州都となった。さらに1889年には北西オンタリオ地域が正式にオンタリオ州に併合された。

### その後の歴史的出来事
19世紀末よりオンタリオ州北部の鉱物資源が注目され始めた。またオンタリオでの水力発電も盛んになったことから、オンタリオ水力発電委員会（Hydro-Electric Power Commission of Ontario）、後のオンタリオ・ハイドロ（Ontario Hydro）が設立された。20世紀にはゼネラルモーターズ（GM）とフォードがオンタリオ州に工場を設立、主要産業となる。
第二次世界大戦後、特にトロント大都市圏を中心に世界各国からの移民を受け入れ、オンタリオ州はカナダの中でも最も経済成長の大きな地域となる。

## 地理
参照：オンタリオ州の自治体一覧

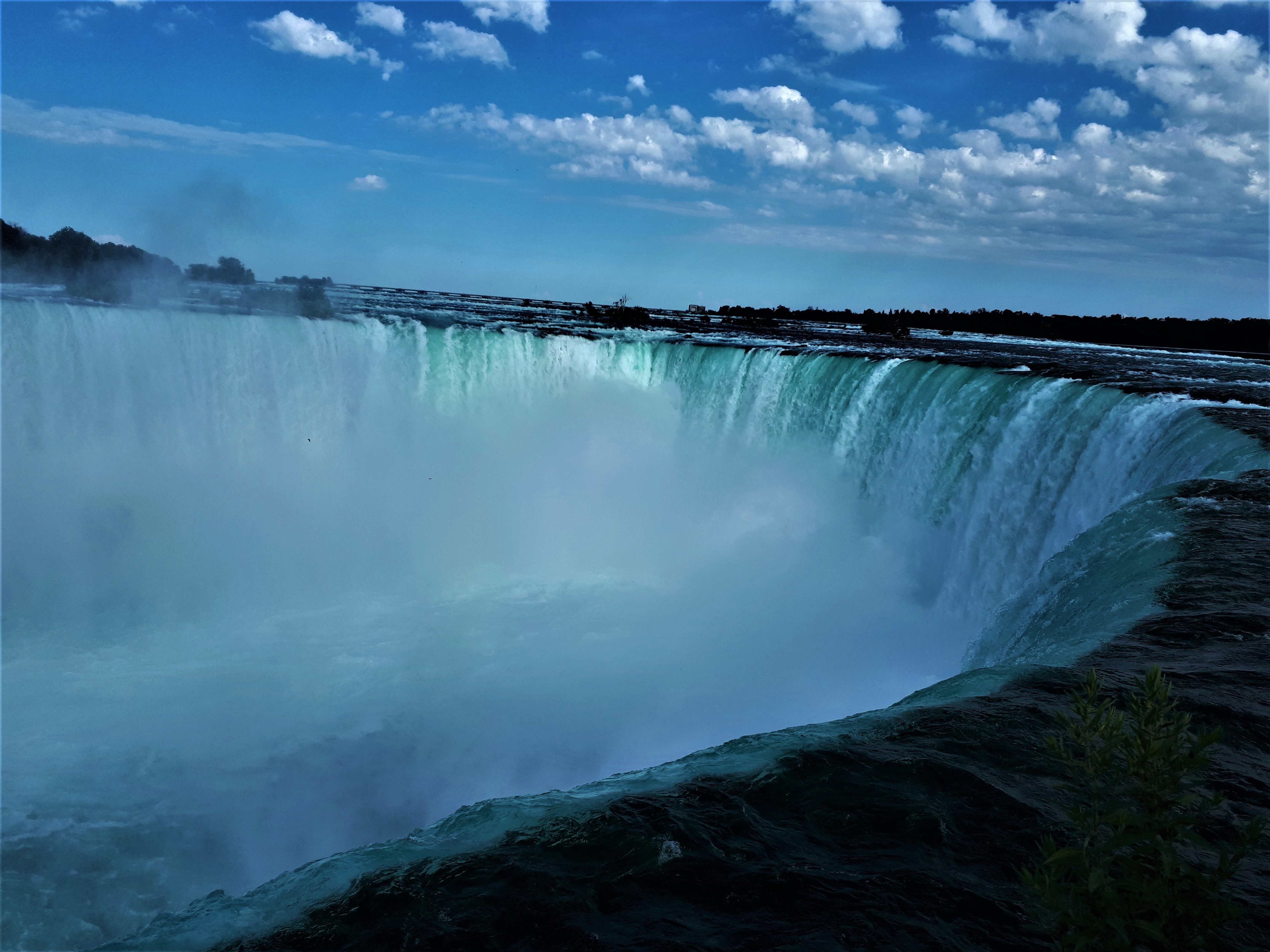
ナイアガラの滝

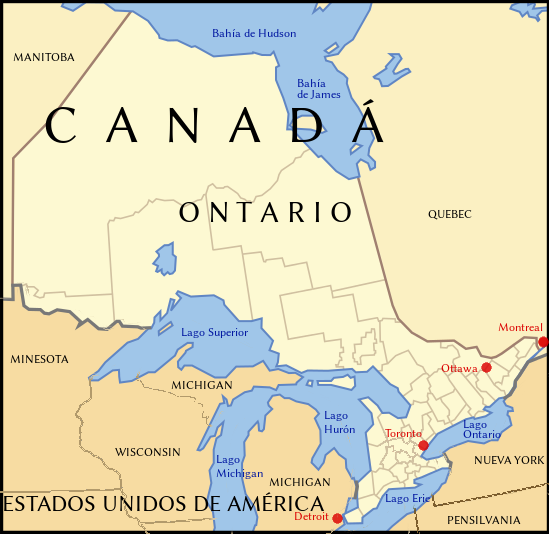
地図

オンタリオ州は、北は北極海につながるハドソン湾に面し、南は五大湖のオンタリオ湖、エリー湖、ヒューロン湖、スペリオル湖に面し、カナダ国内ではもっとも南に位置する地方を含む。東はケベック州に接し、西はマニトバ州に接する。
「オンタリオ」はネイティブのイロコワ族の言葉で、「美しい湖(水)」という意味であり、オンタリオ州には湖がおよそ25万箇所、川は10万キロにわたる。
オンタリオ州は地理的には3つの要素に分かれる。北西部と中部の鉱物資源の豊富なカナダ楯状地、北部のハドソン湾岸の森と沼地で覆われた湿地帯、そして南部の最も人口の多い、肥沃な五大湖岸〜セントローレンス渓谷(Saint Lawrence Valley)という農工業の盛んな地域。
ナイアガラの滝はオンタリオ州と米ニューヨーク州の境にあり、カナダ滝がアメリカ滝より大きい。
世界各国からの移民が多く、オンタリオ州の多民族な特徴を形成している。
人口のうちフランス語を話す州民は約5%であり、フランコ・オンタリオンと呼ばれる。州の公用語にはなってないものの、フランス語人口はケベック州についで大きく50万人以上に上る。主にオタワ周辺と北オンタリオ地方でフランス語が使われている。北オンタリオ地方最大の都市、サドバリーでは人口の3割ほどがフランス語を使用している。

### 国立公園・州立公園
- アルゴンキン州立公園 （Algonquin Provincial Park）
- ブルース半島国立公園 （Bruce Peninsula National Park）
- ファトム・ファイブ国立水域公園 （Fathom Five National Marine Park）
- ジョージアン・ベイ・アイランズ国立公園 （Georgian Bay Islands National Park）
- キラニー州立公園 （Killarney Provincial Park）
- スペリオル湖州立公園 （Lake Superior Provincial Park）
- ポイント・ピーリー国立公園 （Point Pelee National Park）
- ポーラー・ベア州立公園 （Polar Bear Provincial Park）
- プカソウ国立公園 （Pukaskwa National Park）
- クウェティコ州立公園 （Quetico Provincial Park）
- セントローレンスアイランズ国立公園 （St. Lawrence Islands National Park）

### 主要な都市
オンタリオ州では近年、通勤圏の衛星都市を含む大都市圏を大きく捉えて統計をとることが多くなっているが、そのデータでは上位3位がトロントCMA（Census Metropolitan Area）では約600万人、オタワCMAは130万人、ハミルトンCMAは約75万人となっており、トロント大都市圏への集中が顕著となっている。
| - トロント （Toronto） - オタワ （Ottawa） - ミシサガ （Mississauga） - ハミルトン （Hamilton） - ロンドン （London） - ブランプトン （Brampton） - マーカム （Markham） - ウィンザー （Windsor） - キッチナー （Kitchener） - ボーン （Vaughan） - サドバリー （Sudbury） - バーリントン （Burlington） - オークビル （Oakville） - オシャワ （Oshawa） - リッチモンドヒル （Richmond Hill） - セント・キャサリンズ （St. Catharines） | - キングストン （Kingston） - ケンブリッジ （Cambridge） - サンダーベイ （Thunder Bay） - ゲルフ （Guelph） - バリー （Barrie） - ピカリング （Pickering） - ウォータールー （Waterloo） - ナイアガラ・フォールズ （Niagara Falls） - ナイアガラ・オン・ザ・レイク （Niagara-on-the-Lake） - スー・セント・マリー （Sault Ste. Marie） - ピーターボロー （Peterborough） - ノースベイ （North Bay） - ティミンズ (Timmins) - ハンツビル （Huntsville） |  |

## 州政府と政治

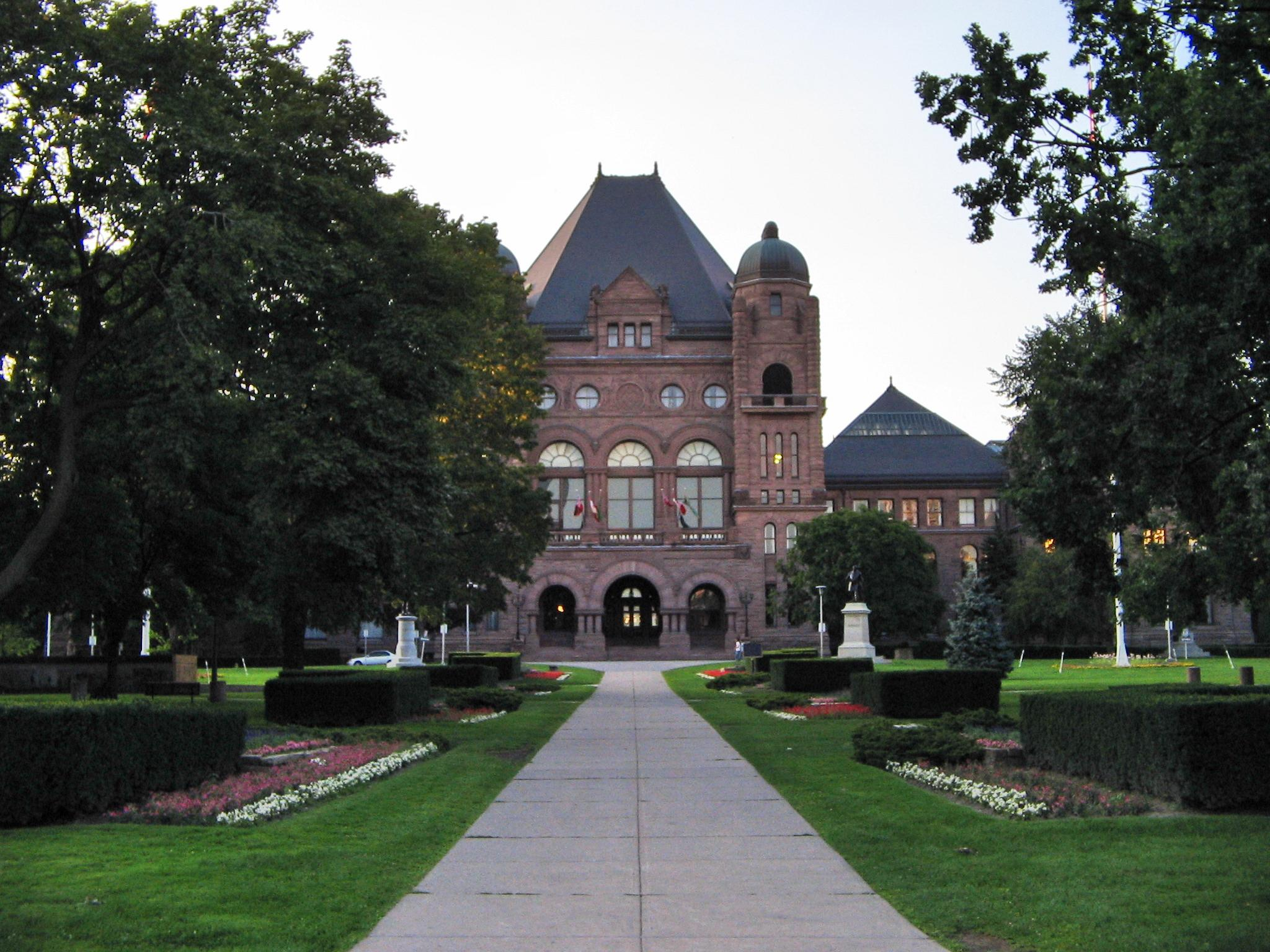
州都トロントにあるオンタリオ州議会議事堂

1867年英領北アメリカ法（BNA法、1867年憲法法）69条により、「副総督と一議院によって構成され、オンタリオ立法議会（Legislative Assembly of Ontario）と称するオンタリオの立法府を設置する」と規定されている。議会は州全地域の選挙区より小選挙区制にて選出された代表107議席から成る。一院制。
立法議会は州都トロントのクイーンズパークにあるオンタリオ州議会議事堂（Ontario Legislative Building）に設置されている。議院内閣制のウェストミンスター・システムに基づき議会で最大議席を獲得した政党の首班が「（州の）首相（premier）および執行評議会（Executive Council、内閣に当たる）の長」となる（1990年オンタリオ執行評議会法）。州首相は閣僚、つまり執行評議会＝内閣の構成員（「国王君主に使える大臣」とみなされる）を選ぶことになっている。
1990年オンタリオ執行評議会法では州議会議員を「議会の構成員」と呼んでいるが、現在では通常英語では「MPP（Members of the Provincial Parliament、州議会構成員）」、フランス語では「立法議会代表（députés de l'Assemblée législative）」と呼ばれている。英語では「MLA（Members of the Legislative Assembly、立法議会構成員）」と呼ばれることもある。オンタリオの（州）首相は「Premier」と呼ばれる。

### 政治
オンタリオ州では多くの政党が選挙に参加する。現在の三大政党はオンタリオ自由党、オンタリオ進歩保守党、オンタリオ新民主党である。これらの三党はいずれも1990年以降に絶対多数を獲得したことがある。
現在、オンタリオ州では自由党ダルトン・マクギンティ（州）首相が率いる少数政権である。2011年の総選挙では第一党となったが53議席であり、進歩保守党が37議席、新民主党が17議席を獲得した。
またカナダ総選挙（カナダ国会での下院議員選挙）では、カナダ保守党が71議席、新民主党が22議席、カナダ自由党が11議席を獲得した。オンタリオではカナダ緑の党は議席を獲得していない。

## 経済
オンタリオはカナダの製造業を牽引する州であり、2004年には国内工業出荷額の52%を占めた。特に自動車産業が盛んであり、州内にはゼネラルモーターズ、フォード、クライスラー、トヨタ、ホンダが自動車の組立工場を有している。また、ハミルトンは鉄鋼業 、サーニアは石油化学工業で有名である。州都トロントはカナダ金融業の中心であり、オタワやウォータールーではIT産業が盛んである。北部ではサドバリーやティミンズなどを中心に、豊富な鉱物資源および森林資源を活かした鉱業および製紙・パルプ工業が行われている。

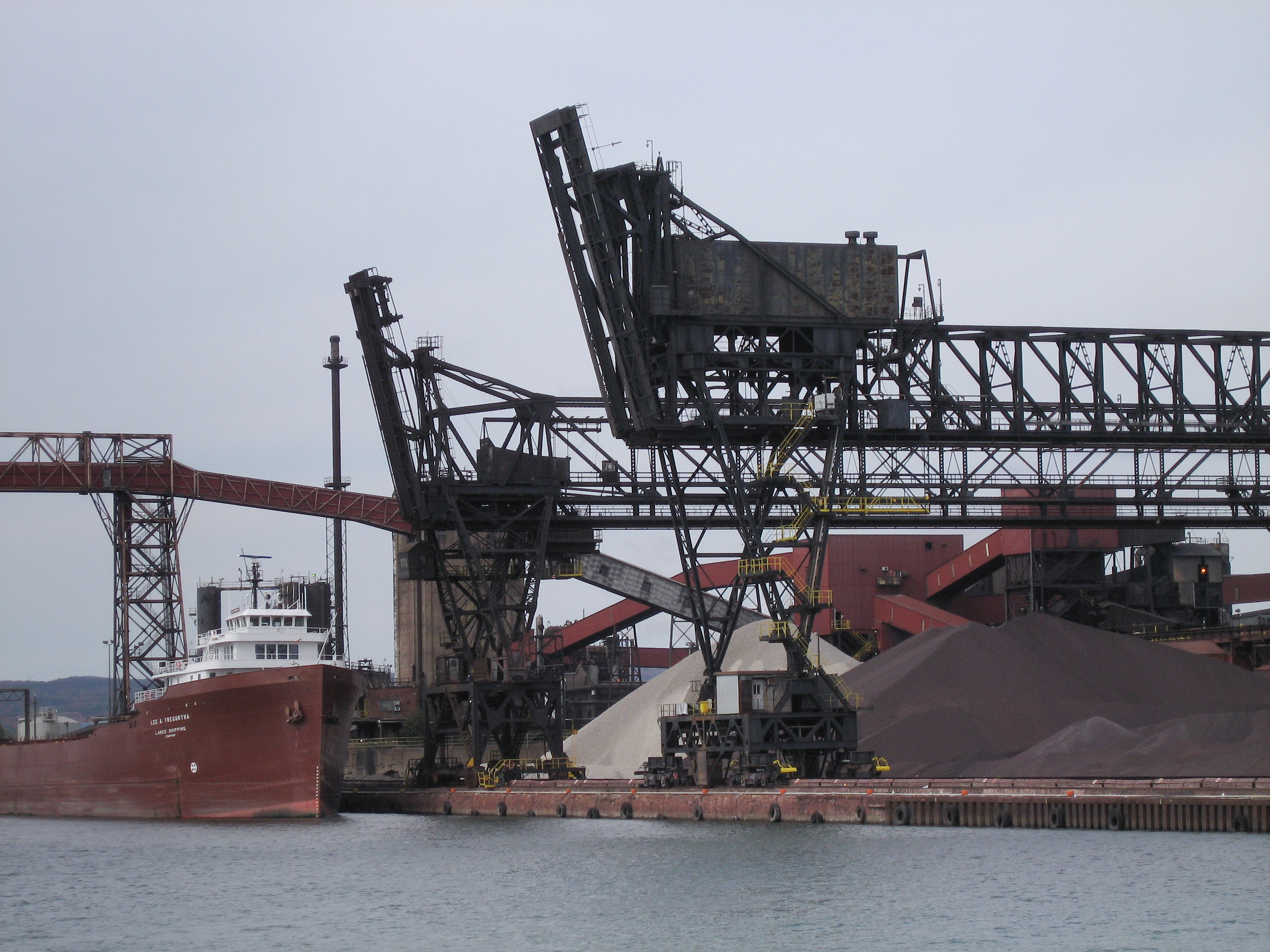
アルゴマ製鉄のコンテナ船。五大湖が州内陸部への物流路となっている

また、水力発電の有利な立地と原子力発電所のあるオンタリオ州内で生み出される電力は、アメリカにも輸出されており、ミシガン州やニューヨーク州、ウィスコンシン州のエネルギー使用の一部を支えている。

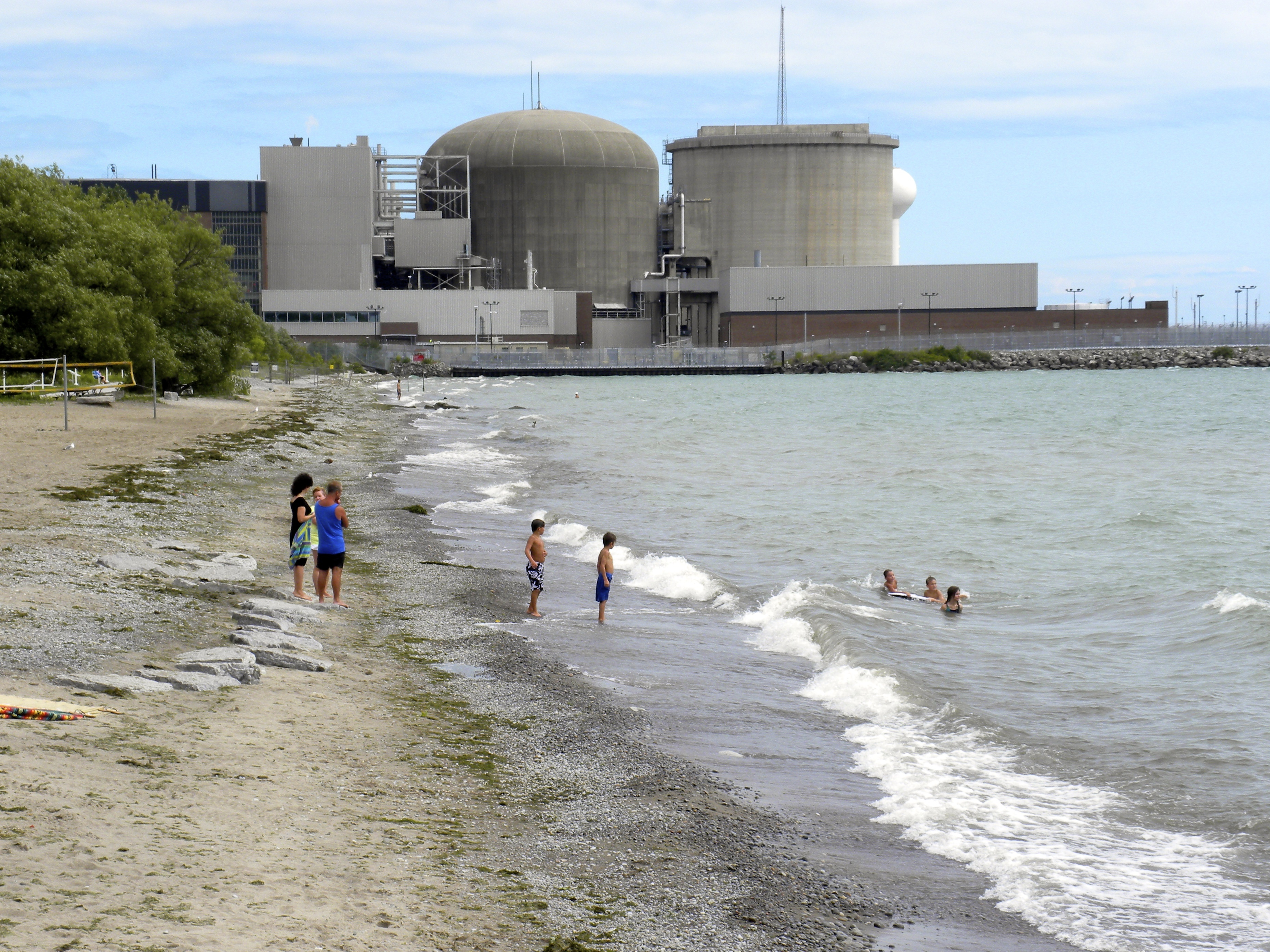
ピカリング原子力発電所は州内の原子力発電所3基のうちの1つ

### 主な会社など
オンタリオ州に本拠地のある企業には以下のようなものがある。

#### 金融
- ロイヤル・バンク・オブ・カナダ （Royal Bank of Canada, RBC）
- トロント・ドミニオン銀行 （Toronto Dominion Bank, TD）
  - TDカナダ・トラスト （TD Canada Trust）
- スコシア・バンク （The Bank of Nova Scotia, Scotiabank）
- モントリオール銀行 （Bank of Montreal, BMO）
- CIBC （Canadian Imperial Bank of Commerce, CIBC）
- マニュライフファイナンシャル （Manulife Financial）

#### 輸送用機器
- マグナ・インターナショナル （Magna International Inc.）

#### 情報通信・メディア
- ブラックベリー (BlackBerry)
- ノーテル・ネットワークス (Nortel Networks)
- ロジャース・コミュニケーションズ (Rogers Communications Inc.)
- CBC (Canadian Broadcasting Corporation)
- CTVテレビジョンネットワーク (CTV Television Network)
- グローバルTV (Global Television Network)
- TSN (The Sports Network)

#### 鉄鋼
- ステルコ （Stelco Inc.）
- ドファスコ （Dofasco）

#### 食品
- ラバット （Labatt）
- スリーマン （Sleeman）

#### 小売業
- ハドソン湾会社 （Hudson's Bay Company）
- フォーシーズンズホテル（Four Seasons Hotels and Resorts）
- クラブ・モナコ （Club Monaco）
- ルーツ （Roots Canada Ltd.）
- ティム・ホートンズ （Tim Hortons, TDL Group）
- セカンド・カップ （Second Cup Coffee Company Ltd.）
- ティモシーズ （Timothy's World Coffee）
- ピッツァ・ピッツァ (Pizza Pizza)

## 芸術・文化

### 博物館
オンタリオ州（およびカナダ全体）で最大の博物館は、トロントにある1912年設立のロイヤルオンタリオ博物館（Royal Ontario Museum、略称：ROM）である。年間100万人以上の来館者を迎えており、カナダで最も人気のある博物館でもある。この博物館には「世界各地の芸術・文化・自然」に関する40の展示があり、世界最大のセルサイト宝石「ライト・オブ・ザ・デザート（Light of the Desert）」、ニスガ族やハイダ族の4本の大型トーテムポール、新バビロニア時代の壁面レリーフ「ストライディング・ライオン（Striding Lion）」などのような象徴的な収蔵品が展示されている。
また、オンタリオ州にはカナダの首都オタワがあることから、複数の国立博物館も所在している。例えば、カナダの軍事史を扱うカナダ戦争博物館、自然史に焦点を当てたカナダ自然博物館、カナダの科学技術の歴史を紹介するカナダ科学技術博物館などである。そのほか、オンタリオ州内には多数の小規模な地域の博物館も存在している。

### 音楽と舞台芸術など
オンタリオ州は、カナダ音楽界において特に重要な役割を担っている。カナダ最大の都市の州都トロントでは、クラシック音楽の分野ではトロント交響楽団（Toronto Symphony Orchestra）やオタワのオタワ・ナショナル・アーツ・センター管弦楽団（National Arts Centre Orchestra）が国際的にも高い評価を受けている。また、オンタリオ州の他の都市にもそれぞれ独自のオーケストラが存在している。カナダ・オペラ・カンパニー（Canadian Opera Company）もトロントに本拠地を置き、カナダ国内最大かつ最も影響力のあるオペラ団とされている。さらに、オンタリオ州には音楽・芸術関連の著名な機関として、ロイヤル音楽院（Royal Conservatory of Music）、ナショナル・バレエ・オブ・カナダ（National Ballet of Canada）、コンサート施設としてはロイ・トムソン・ホール（Roy Thomson Hall）、マッシー・ホール（Massey Hall）、ナショナル・アーツ・センター（National Arts Centre）、フォー・シーズンズ・センター（Four Seasons Centre）などがある。

### プロ・スポーツチーム
オンタリオ州では数多くのプロスポーツのチームがある。
- トロント・メープルリーフス（NHL）
- オタワ・セネターズ（NHL）
- トロント・アルゴノーツ（CFL）
- ハミルトン・タイガーキャッツ（CFL）
- オタワ・レッドブラックス（CFL）
- トロント・ブルージェイズ（MLB）
- トロント・ラプターズ（NBA）
- トロントFC（MLS）
- トロント・ロック（NLL）
- トロント・アローズ（MLR）

## その他

### 出身有名人
- ディオンヌ家の五つ子姉妹 - 世界的に有名な五つ子姉妹
- ファーガソン・ジェンキンス - 野球選手 (アメリカ野球殿堂表彰者)
- アヴリル・ラヴィーン - シンガー ミュージシャン
- ジャスティン・ビーバー - シンガー ミュージシャン
- ショーン・メンデス - シンガー ミュージシャン
- アンソニー・ベネット‐NBA選手
- ノーマン・ベチューン - 医師
- チョン・ソミ - K-POPアイドル
- シーラ・マッカーシー - 女優

### 縁のある人物
- Rihwa - シンガーソングライター。ベルビルで高校生活を送っていた。出身地は北海道札幌市[34]。

## 交通

### 空港
オンタリオ州には下記の他にも数多くの地域空港が存在し、ジャズ航空など小規模のキャリアによってトロントやオタワなど大都市と結ばれている。
北部の遠隔地域は州内中央部からは離れており、年間または季節によっては、物流、観光、航空救急（医療後送）など空路に依存している。
- トロント・ピアソン国際空港 （Toronto Pearson International Airport、IATA空港コード：YYZ）：カナダで最も離発着数の多い空港である[39]。
- オタワ国際空港 （Ottawa International Airport、IATA空港コード：YOW）：オンタリオ州第二の空港[40]。
- ハミルトン国際空港 （Hamilton International Airport、IATA空港コード：YHM）

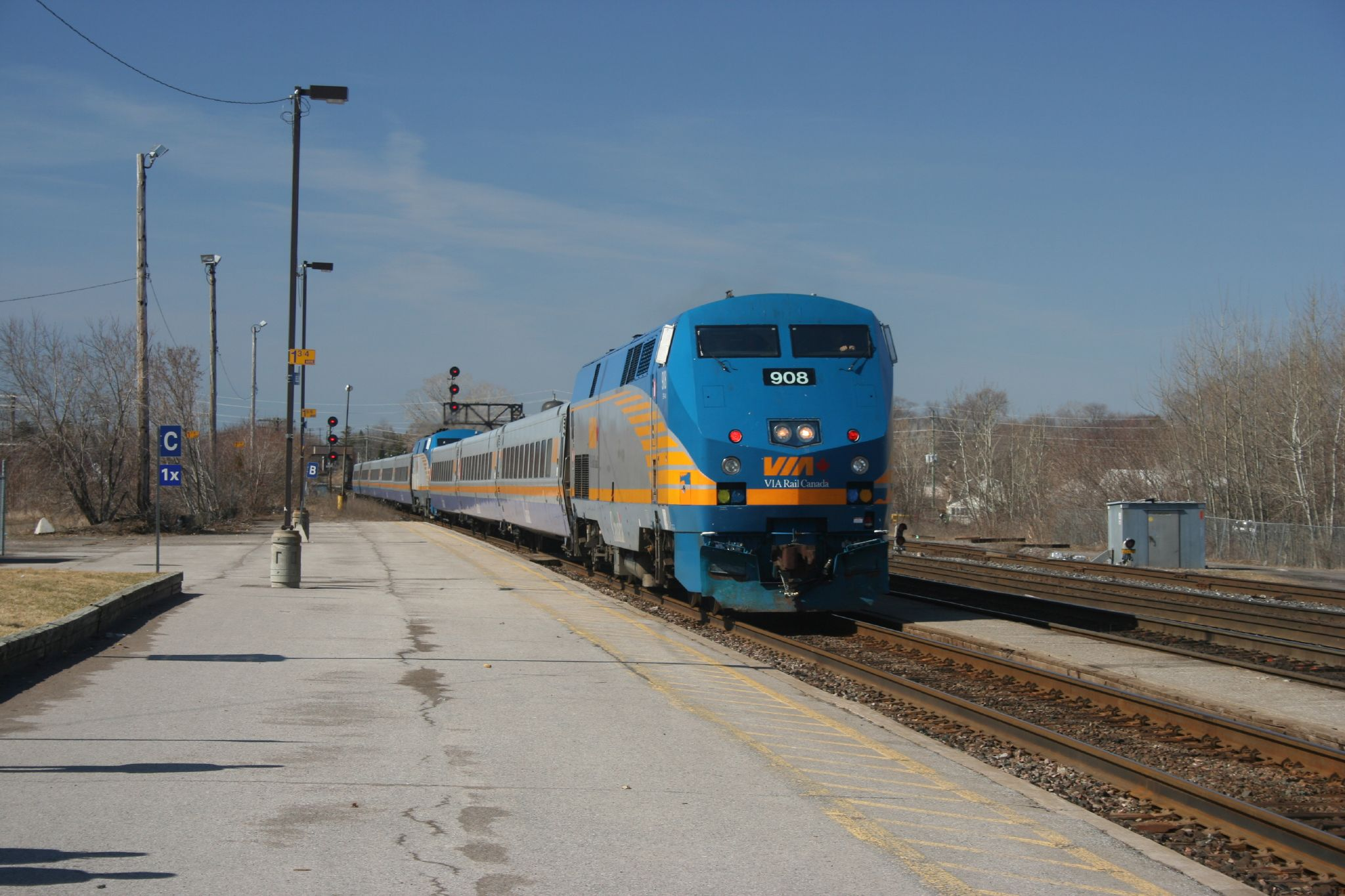
ベルビル駅に入線するVIA鉄道

### 鉄道
VIA鉄道が南オンタリオからバンクーバーまでを結ぶカナディアン号をはじめとしケベックシティー・ウィンザー回廊を走行する列車やサドバリー-ホワイトリバー号などの長距離旅客鉄道を運営しており、アムトラックもまた南オンタリオとアメリカのバッファローやニューヨークを結んでいる。またオンタリオ・ノースランド鉄道がジェームズ湾近辺のムースニーまで運行している。
地域の通勤列車としてはGOトランジットが運営するGOトレインなどが交通結節点としてのトロントのユニオン駅を基点として運行しており、ゴールデンホースシュー地域全体で電車・バス交通網を形成している。
州内では都市鉄道交通もいくつかの都市で運行されており、地下鉄や路面電車を運行するトロント交通局、ライトレールのO-トレインを運行するオタワのOCトランスポ、ウォータールー地域のアイオンなどがその例である。

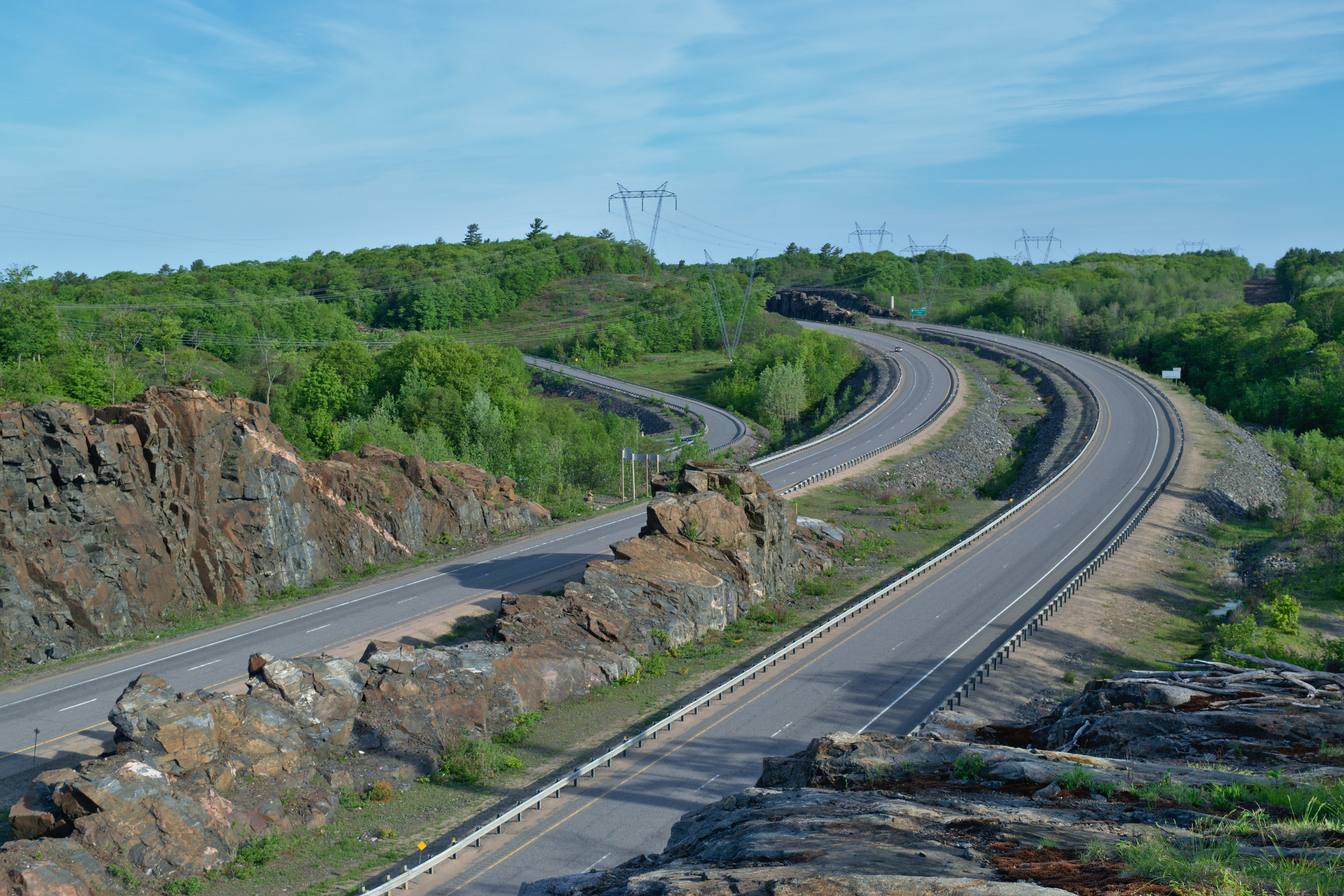
セグインのハイウェイ400号線。このハイウェイも400番台オンタリオ・ハイウェイシステムの一部となっている

### 道路
オンタリオ州内の高規格自動車専用高速道路網である400番台オンタリオ・ハイウェイはオンタリオ州南部の主要自動車道路網を成しており、アメリカ合衆国への国境やケベック州へとつながる接続路となっている。アメリカ・ミシガン州デトロイトとオンタリオ州ウィンザーを結ぶデトロイト川に架かるアンバサダー橋とデトロイト＝ウィンザー・トンネル、ミシガン州ポートヒューロンとオンタリオ州ポイントエドワードを結ぶブルーウォーター橋などが最も交通量の多い国境である。
オンタリオ・ハイウェイ401号線が北米で最も交通量の多い高速道路である。その他の州道（ハイウェイ）や地域道路が州の他の地域を結んでおり、トランスカナダハイウェイとしてカナダ他州と結んでいる。